# 露華濃

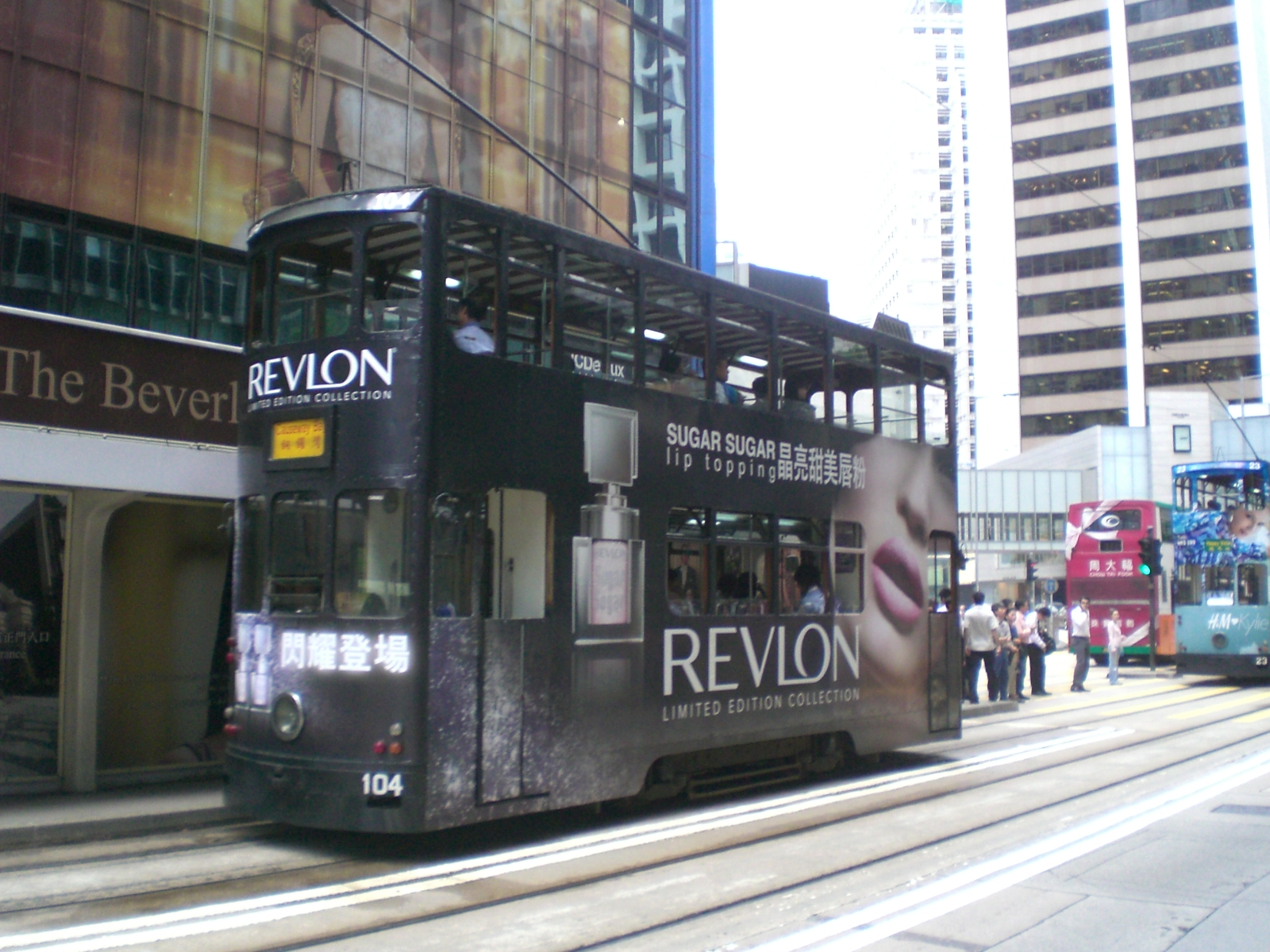
露華濃廣告

露華濃公司（英語：Revlon Incorporated，簡稱：露華濃）是美國一家化妝品、保養品公司，1962年進軍香港市場。1996年，Revlon进入中国市場。「露華濃」這個名字出自唐朝詩人李白的〈清平調〉詩句：「云想衣裳花想容，春风拂槛露华浓」，流傳由香港跨媒體人黃霑所創作，但他曾撰文推測構思者是廣告人伍洲寧。
由於面臨債務危機和競爭加劇，2022年6月，露華濃宣布根據美國破產法第11章申請破產保護。至2023年2月，露華濃和貸方達成和解協議，表示可望於4月之前擺脫破產保護。

## 具爭議事件

### 染髮劑驗出致癌物
由中國廣州市漢邦化妝品公司所生產的「露華濃麗然染髮劑」，遭中國廣東省消費者委員會驗出含有禁用的致癌化學物質間苯二胺。

## 外部連結
- 露華濃 （页面存档备份，存于）（英文）
- 露華濃的Facebook專頁（英文）
- 露華濃的X（前Twitter）（英文）
- 露華濃的Instagram帳戶（英文）
- YouTube上的露華濃頻道（英文）